# Matrix Powertag
Matrix Powertag is een wielerploeg die een Japanse licentie heeft. De ploeg bestaat sinds 2006. Matrix Powertag komt uit in de continentale circuits van de UCI. Masahiro Yashuara is sinds de oprichting de manager van de ploeg, naast hem is Hayato Yoshida ploegleider sinds 2023.

## Renners
N.B. Enkel Japanners met een eigen pagina en buitenlanders zijn weergegeven.